# شهرستان پیرس (واشینگتن)
شهرستان پیرس، واشینگتن (به انگلیسی: Pierce County, Washington) یک شهرستان در ایالات متحده آمریکا است که در ایالت واشینگتن واقع شده‌است.

## خصوصیات
شهرستان پیرس ۴٬۶۷۷٫۵۴ کیلومترمربع مساحت دارد.